# Воздвиженка (Новосибірська область)
Воздвиженка (рос. Воздвиженка) — селище у Татарському районі Новосибірської області Російської Федерації.
Входить до складу муніципального утворення Ускюльська сільрада. Населення становить 49 осіб (2010).

## Історія
Згідно із законом від 2 червня 2004 року органом місцевого самоврядування є Ускюльська сільрада.

## Населення
| 2002 | 2007 | 2010 |
| ---- | ---- | ---- |
| 110  | ↘72  | ↘49  |